# Jane Duboc (álbum de 1987)
Jane Duboc é o segundo dos três álbuns epônimos da cantora e compositora brasileira Jane Duboc, e também o seu quarto álbum de estúdio. Ele foi lançado em 1987, com o selo "Continental Records".
Este álbum faz parte da fase romântica da cantora, que foi o período de maior popularidade de sua carreira. Desta forma, destacam-se as canções “Chama da Paixão” e "Sonhos", sendo esta última parte da trilha-sonora da novela Fera Radical (Rede Globo), como tema do principal casal da trama, Cláudia e Fernando, vividos pela Malu Mader e José Mayer.
Foi com este álbum que Jane foi agraciada como "Melhor Intérprete" no "Prêmio Festival da Mulher-SP" de 1987.

## Faixas
| N.º | Título               | Compositor(es)                              | Duração |  |
| 1.  | "Chama da Paixão"    | Thomas Roth, Cido Bianchi                   |         |  |
| 2.  | "Minas em Mim"       | Luca, Jane Duboc                            |         |  |
| 3.  | "Matinal"            | Édson Aquino                                |         |  |
| 4.  | "Segredos"           | Geraldo Alves Pinto, Lula Barbosa           |         |  |
| 5.  | "A Cores"            | Sergio Natureza, Tunai                      |         |  |
| 6.  | "Além de Nós"        | Márcio Borges, Toninho Horta                |         |  |
| 7.  | "Sonhos"             | Mauro Motta, Lincoln Olivetti, Robson Jorge |         |  |
| 8.  | "Contos da Lua Vaga" | Márcio Borges, Beto Guedes                  |         |  |
| 9.  | "Coração Vira-Lata"  | Aécio Flávio                                |         |  |
| 10. | "Verdes Anos"        | Tulio Mourão, Ronaldo Bastos                |         |  |
| 11. | "Bem Querer"         | Ricardo Magno, Tavito                       |         |  |
| 12. | "Natural"            | Milton Nascimento, Fernando Brant           |         |  |

## Prêmios e Indicações
| Ano  | Prêmio                       | Categoria         | Trabalho           | Resultado | Ref. |
| ---- | ---------------------------- | ----------------- | ------------------ | --------- | ---- |
| 1987 | Prêmio Festival da Mulher-SP | Melhor Intérprete | álbum "Jane Duboc" | Venceu    |      |

## Músicas em Trilhas-Sonoras de Novela
| Ano  | Novela                    | Música   | Info                                                                                       | Ref.  |
| ---- | ------------------------- | -------- | ------------------------------------------------------------------------------------------ | ----- |
| 1988 | Fera Radical (Rede Globo) | "Sonhos" | Tema do principal casal da trama, Cláudia e Fernando, vividos pela Malu Mader e José Mayer | [ 5 ] |